# ʿAbdallāh al-Akbar
ʿAbdallāh al-Akbar (arabisch عبد الله الأكبر, DMG ʿAbdallāh al-Akbar; gest. kurz nach 878) war im 9. Jahrhundert der Gründervater der Schia der Ismailiten, der neben der Zwölfer-Schia bedeutendsten religiösen Gruppierung des schiitischen Islam. In der historiographischen Erinnerung dieser Schia ist er selbst postum in die Linie ihrer Imame eingereiht worden, als deren achter in der dynastischen Nachfolge zum Propheten Mohammed.

## Die ismailitische Mission
Abdallah al-Akbar („der Ältere“) stammte aus der Ortschaft Qūraǧ al-ʿAbbās bei Ahwaz in der Provinz Chusistan, hatte sich aber im nahen Askar Mukram niedergelassen, wo er zwei Häuser besaß. Vermutlich gehörte er schon der zahlenmäßig kleinen Urgemeinde der Ismailiten an, den so genannten „Siebener-Schiiten“, jener Anhängerschaft des von ihnen anerkannten siebten Imam Muhammad ibn Ismail, der zu jener Zeit bereits seit einem halben Jahrhundert verstorben, oder nach ihrem Dafürhalten in die Verborgenheit (ġaiba) entrückt war und dessen Rückkehr seither erwartet wurde. Jedenfalls hatte Abdallah schon in Askar Mukram zur Mitte des 9. Jahrhunderts mit der Verkündigung der „wahren Religion“ (dīn al-ḥagg) begonnen, die von der nahen Wiederkunft des siebten Imam als den „Rechtgeleiteten“ (al-Mahdī) kündete, welcher die verhassten Usurpatoren der Abbasiden in der Stellvertretung (ḫilāfa) des Propheten verdrängen, das Gesetz (ṣarīʿa) aufheben und den paradiesischen Urzustand des Glaubens der Menschen zu Gott wiederherstellen werde. Sowohl vom Standpunkt der herrschenden Sunna als auch der Lehren der Zwölfer-Schia aus galten solche Äußerungen als ketzerisch und Abdallah brachte damit schnell die lokale Bevölkerung gegen sich auf, von der er aus der Stadt vertrieben wurde.
Zunächst konnte Abdallah im irakischen Basra seine Propaganda fortsetzten, war aber auch hier schon bald zur Flucht gezwungen, nachdem ihn seine Gegner aus Askar Mukram hier aufgespürt hatten. Als Kaufmann getarnt ließ er sich im syrischen Salamiyya nieder, wo er aus dem Untergrund heraus die Organisierung seiner Mission (daʿwa) aufnehmen konnte. Die ersten seiner Anhänger wurden dazu als „Rufer“ (dāʿī) ausgesandt um neue Anhänger für den verborgenen Mahdi zu werben, für den er selbst als lebender „Beweis“ (ḥuǧǧa) seiner Existenz bürgte. Noch zu Abdallahs Lebzeiten konnte die Mission einen beträchtlichen Zuwachs an Anhängern verbuchen. Die Entstehung der ersten Glaubensgemeinden im Irak wird in der islamischen Geschichtsschreibung in den Jahreszeitraum 875 bis 878 verortet, womit auch das älteste bekannte Datum zur ismailitischen Mission markierten wird. Weitere Gemeinden sind im nordpersischen Tabaristan und Dailam entstanden. Die Werbung für den ismailitischen siebten Imam konnte dabei von der zeitgleich eintretenden Krise in der konkurrierenden Schia der Zwölfer profitieren, deren namensgebender zwölfter Imam (Muhammad ibn al-Hasan) gerade in jener Zeit in die Verborgenheit entschwunden war, was offenbar große Teile seiner Anhängerschaft verunsicherte und zum Wechsel in die Gefolgschaft des siebten Imams motivierte, dessen baldige Wiederkehr ja propagiert wurde. Die Kommunikation zwischen den Gemeinden der Ismailiten, den so genannten „Inseln“ (ǧazīra), und der Zentrale in Salamiyya wurde primär durch Sendboten und Brieftauben bewerkstelligt, aber vermutlich unternahm Abdallah auch Inspektionsreisen zu den Anhängern seiner Lehre. Zumindest ist sein ältester Sohn Ahmad in Tschalus an der Südküste des Kaspischen Meeres geboren worden, der auch in den Jahren um 880 die Nachfolge in der Führerschaft über die Mission nach dem Tod des Vaters antrat.

## Imam der Ismailiten

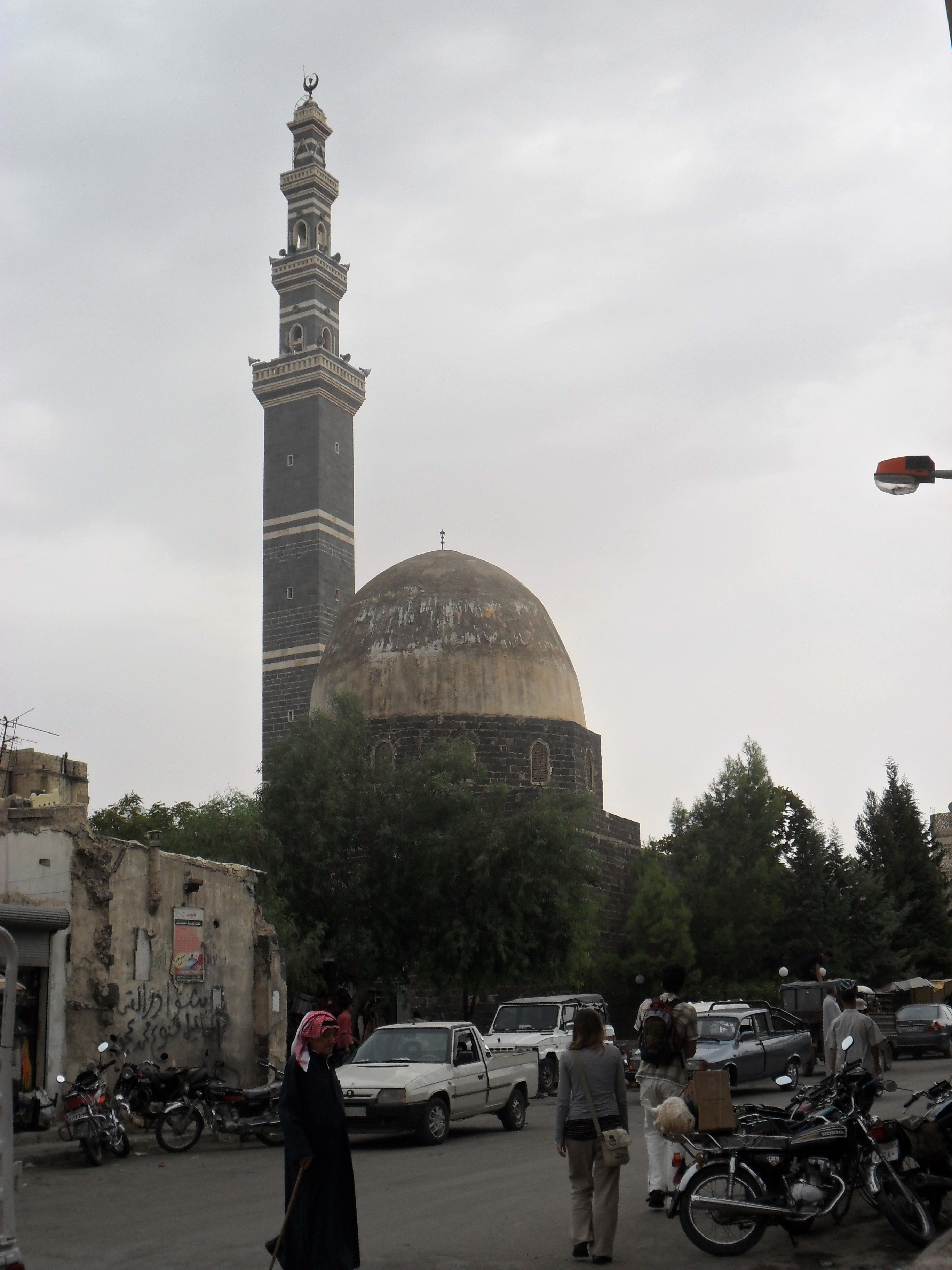
Der Schrein des achten Imams Abdallah al-Akbar in Salamiyya.

Abdallahs familiäre Abstammung ist obskur und kann nicht mit Sicherheit verifiziert werden. Aus Gründen der Vorsicht (taqīya) haben er und seine unmittelbaren Nachkommen unter verschiedenen Decknamen und Identitäten gelebt um unbehelligt von der staatlichen Obrigkeit ihre Mission vorantreiben zu können. In Basra hatte er sich als ein Nachkomme des Aqil ausgegeben, einem Bruder des Prophetenschwiegersohns und ersten Imams der Schiiten Ali, und wurde dort von Clanangehörigen auch als solcher anerkannt. Doch im Jahr 910 trat Abdallahs gleichnamiger Urenkel (Abdallah al-Mahdi, † 934) als der ersehnte rechtgeleitete Imam aus der Verborgenheit hervor und begründete das ismailitische Kalifat der Fatimiden. Dieser und seine Nachfolger präsentierten dazu voneinander abweichende genealogische Darstellungen, die ihre Einordnung in eine direkte Abstammungslinie zu Ali unterstreichen und ihrem Kalifat und Imamat die notwendige dynastische Legitimität verleihen sollten. Inwiefern dieser Anspruch auf das Imamat aber mit der persönlichen Auffassung Abdallahs „des Älteren“ vereinbar war, der ja selbst nur für den siebten Imam missioniert hatte, kann nicht mehr geklärt werden. Abdallah „der Jüngere“ und seine Nachkommen jedenfalls haben während ihrer gesamten Herrschaftsdauer als Fatimidenkalifen die offizielle Proklamation eines Stammbaumes unterlassen. Doch ihr Jonglieren mit verschiedenen Genealogien hatte schon bei Zeitgenossen Zweifel an der Glaubwürdigkeit ihrer Abstammung hervorgerufen, weshalb die Legitimität ihres Imamats wie Kalifats von Gegnern aus den Reihen der Sunna wie den Abbasiden in Abrede gestellt werden konnte.
Die Genealogie der bis heute bestehenden Linie der ismailitischen Imame ist nach wie vor ein kontroverser Punkt im geschichtswissenschaftlichen Disput, je nach den unterschiedlich vertretenen Standpunkten der diversen islamischen Konfessionen. Doch in der Glaubensverfassung der Ismailiten gilt die Filiation des Abdallah al-Akbar vom siebten Imam als ein unumstößliches Dogma, weshalb er auch als achter Imam ihrer Schia in dessen und Alis Nachfolge anerkannt wird.

## Heiligtum
Im 11. Jahrhundert errichtete der fatimidische Statthalter Chalaf ibn Mulaib in Salamiyya einen Schrein zur Würdigung des religiösen Gründervaters der Ismailiten und achten Imams der Schia, für den darin auch ein Kenotaph angelegt wurde. Für alle heute existierenden Splittergruppen der Ismailiten gilt dieser Schrein neben den beiden für alle Schiiten obligatorischen Wallfahrtsstätten in Nadschaf und Kerbela als wichtigstes Heiligtum. Nach Jahrhunderten des Zerfalls ließ der neunundvierzigste Imam der Nizari-Ismailiten Aga Khan IV. den Schrein aufwendig sanieren. Während des syrischen Bürgerkrieges war Salamiyya wiederholt den Angriffen des sunnitischen Terrorsyndikats Daesch („Islamischer Staat“) ausgesetzt, doch wurden Ort und Heiligtum von ismailitischen Milizen verteidigt.